# Šimon Ondruš
Šimon Ondruš (27. října 1924, Klčov – 8. ledna 2011) byl slovenský jazykovědec, slavista, slovakista, indoeuropeista, etymolog, paleoslovenista a pedagog.
Zabýval se zejména srovnávací slovenskou a indoevropskou jazykovědou, etymologií, staroslověnštinou, všeobecnou jazykovědou, dějinami jazykovědy, byl členem redakčních rad odborných časopisů, sborníků a publikací.

## Kariéra
- 1946–1950 studium slovenštiny a filozofie na Filozofické fakultě Slovenské univerzity
- 1950–1964 pracovník Katedry slovenského jazyka a literatury Filozofické fakulty Slovenské univerzity/Univerzity Komenského v Bratislavě
- od 1952 PhDr.
- 1952 asistent na Vysoké škole politických a hospodářských věd v Praze
- 1959–1961 lektor slovenského jazyka na Univerzite Ľudovíta Košúta v Debrecínu v Maďarsku
- od 1959 CSc.
- od 1960 doc.
- 1963–1965 děkan FF UK
- 1963–1968 místopředseda Sdružení slovenských jazykovědců při Slovenské akademii věd
- 1964–1987 pracovník Katedry slavistiky a indoeuropeistiky Filozofické fakulty Univerzity Komenského v Bratislavě, 1964-1986 vedoucí katedry
- od 1967 profesor
- 1968–1970 hostující profesor češtiny a slovenštiny na Univerzitě v Kolíně nad Rýnem
- 1968–1969 zástupce ředitele letního semináře slovenského jazyka a kultury Studia Academica Slovaca
- 1969–1970 předseda Slovenského výboru slavistů
- 1970–1971 ředitel Studia Academica Slovaca
- 1974 člen Vědeckého kolegia jazykovědy Slovenské akademie věd
- od 1975 člen Vědeckého kolegia pro jazykovědu a vědy o literatuře a umění
- od roku 1981 člen výboru česko - slovensko - bulharského přátelství při Československé společnosti pro mezinárodní styky v Praze
- 1987–1990 pracovník Katedry slovanských filologií FF UK v Bratislavě (asistent, vědecký aspirant, odborný asistent, docent, profesor).
- od 1990 důchodce
- od 1996 člen slovenské Ústřední jazykové rady

## Významná díla
- Úvod do slavistiky (1955, 1956, 1959)
- Szláv népek és nyelvek (1962, spoluautor)
- Úvod do štúdia jazykov (1981, 1984, 1987)
- Život a dielo Metoda, prvoučiteľa národa slovienskeho (1985)
- Odtajnené trezory (2000)
- Odtajnené trezory slov 2, 3 (2002, 2004)